# Olivia De Berardinis
Olivia De Berardinis   (Long Beach, 1948) coneguda professionalment com Olivia, és una artista nord-americana famosa per les seves pintures de dones, sovint anomenades pin-up o cheesecake art. Ha estat treballant en aquest gènere des de mitjans de la dècada de 1970 i es va convertir en col·laboradora de Playboy el 1985, cosa que finalment va donar lloc a la seva pròpia pàgina pin-up mensual a la revista.

## Biografia
De Berardinis va ser filla única, i fou escolaritzada a Elizabeth, NJ. Algunes de les seves primeres pintures eren de la seva mare. De Berardinis va arribar a Manhattan l'any 1967 on es va matricular a l'Escola d'Arts Visuals. Va residir al barri de Soho de la ciutat de Nova York entre 1970 i 1974, creant pintures minimalistes. De Berardinis va ser un dels nous artistes presentats a la Second Annual Contemporary Reflections 1972–73, del Museu d'Art Contemporani Aldrich de Ridgefield, Connecticut. També va ser presentada com una de les 18 artistes noves al "Tenth Anniversary, the Larry Aldrich Museum of Contemporary Art 1964-74".
El 1975, les pressions financeres van obligar a De Berardinis a buscar obres d'art comercials i va començar a pintar dones en dibuixos explícits per a revistes masculines. El 1985 va començar a col·laborar a la revista Playboy. Al juny de 2004, se li va donar la seva pròpia pàgina de pin-up mensual per a la revista que va continuar durant molts anys, apareixent sovint amb subtítols escrits per Hugh Hefner.
De Berardinis utilitza un aerògraf per generar les seves figures. Les seves pin-ups femenines van ser llançades en una col·lecció digital en CD-ROM el 1990, i les primeres còpies del programa MacPaint tenien un ou de Pasqua que va portar a la presentació de la seva Zebra lady.
Va ser anomenada la "leading female pinup artist (artista pinup femenina líder)" en una guia de pornografia del 2001. El 2004, articles de notícies van assenyalar que De Berardinis era "una de les poques artistes femenines que va aconseguir fama" en el gènere de l'art pin-up, i el seu art es pot vendre per fins a 75.000 dòlars. Va començar a crear quadres de la model pin-up dels anys 50 Bettie Page el 1978, i ho continuaria fent durant vint anys.  De Berardinis va anomenar Page la seva model preferida i la va presentar en diverses posicions.  Altres persones que va utilitzar com a models van incloure Anna Nicole Smith, Holly Madison, Mamie Van Doren, Margaret Cho i Courtney Love.
Les obres d'art de De Berardinis s'han mostrat a galeries d'art als Estats Units, incloent una botiga centrada en Bettie Page.

## Premis i honors

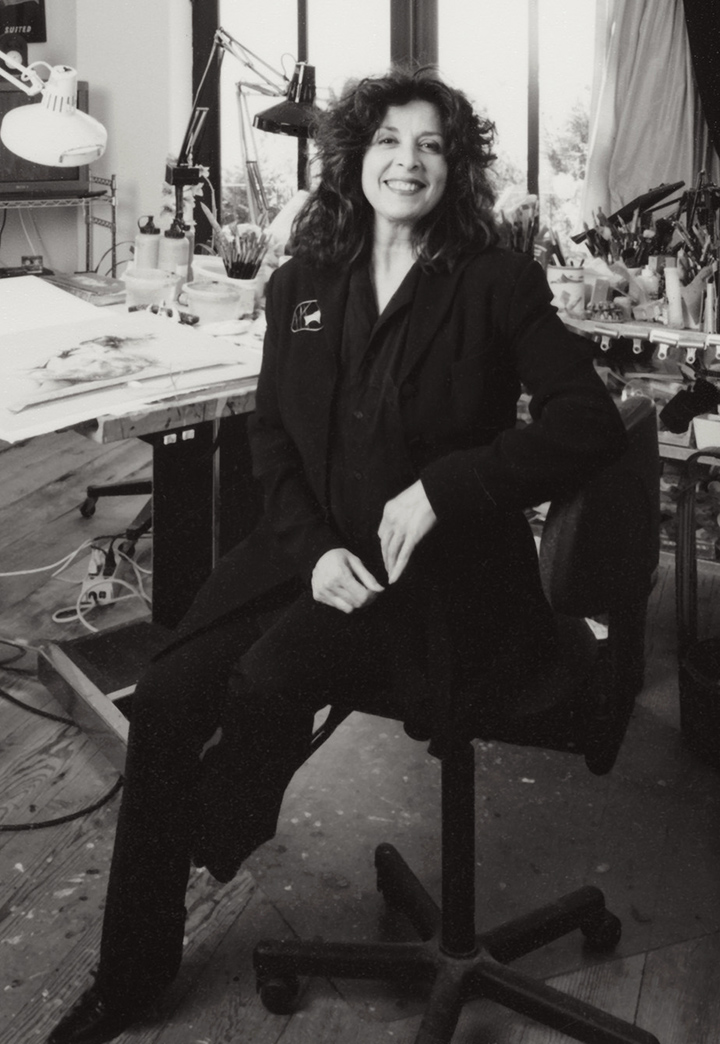
Al seu estudi, 2007

El 1998 va rebre els premis a la millor portada/il·lustració per a una revista per la seva portada de 1997 per a Heavy Metal i un premi a l'èxit artístic dels premis Chesley de ciència-ficció i art fantàstic.

## Vida personal
El 1979 es va casar amb Joel Beren. El 1987, es van traslladar de Manhattan, Nova York a Malibu, Califòrnia, on resideixen a partir del 2011.

## Obres seleccionades
- Belles Beasts, d'Olivia De Berardinis i Jordu Schell, (Data del carrer: 1 de febrer de 2017),ISBN 978-1-61404-017-0
- Pastís de formatge Malibu: The Pinup Art of Oliva, 2011,ISBN 0-929643-30-5
- Bettie Page d'Olivia, 2006,ISBN 0-929643-25-9
- American Geisha: The Art Of Olivia III, 2003,ISBN 0-929643-15-1
- Cheesecake Chronicles Volum 1: Art of Olivia, 2000,ISBN 0-929643-12-7
- Second Slice: Art of Olivia II, 1997,ISBN 0-929643-07-0
- Deixa'ls menjar pastís de formatge: l'art d'Olivia, 1993,ISBN 0-929643-06-2[25]